# Liste der Monuments historiques in Wiseppe
Die Liste der Monuments historiques in Wiseppe führt die Monuments historiques in der französischen Gemeinde Wiseppe auf.

## Liste der Objekte
| Bezeichnung                   | Beschreibung                                                                                     | Standort                     | Kennzeichnung | Schutzstatus   | Datum     | Bild |
| ----------------------------- | ------------------------------------------------------------------------------------------------ | ---------------------------- | ------------- | -------------- | --------- | ---- |
| Hauptaltar und Sakristeitüren | Ensemble aus PM55002552 und PM55000734                                                           | in der Kirche St-Rémi (Lage) | PM55002618    | Classé Inscrit | 1913 1993 |      |
| Hauptaltar                    | Retabel, zwei Türstöcke und zwei Skulpturen; Holz, farbig gefasst und vergoldet, 18. Jahrhundert | in der Kirche St-Rémi (Lage) | PM55002552    | Inscrit        | 1993      |      |
| Zwei Türflügel                | Holz, 17. Jahrhundert                                                                            | in der Kirche St-Rémi (Lage) | PM55000734    | Classé         | 1913      |      |
| Chorgestühl                   | Eichenholz, 18. Jahrhundert                                                                      | in der Kirche St-Rémi (Lage) | PM55002551    | Inscrit        | 1993      |      |